# Semidalis anchoroides
Semidalis anchoroides är en insektsart som beskrevs av Z.-q. Liu och C.-k. Yang 1993. Semidalis anchoroides ingår i släktet Semidalis och familjen vaxsländor. Inga underarter finns listade i Catalogue of Life.